# ガーデン (飲食業)
株式会社ガーデンは、飲食業を営む日本の企業である。

## 沿革
1994年に有限会社シグマックとして設立、カラオケ店「カラオケマック」を営む。2000年に株式会社マックに社名を変更。
2007年に株式会社ユウシン、2012年には株式会社マイビスをグループに収め、「マックグループ」としてカラオケ店・飲食店を広く展開する他、他の企業から飲食店を買収するなど業容を拡大していった。
2015年12月に、グループ企業の持株会社として株式会社ガーデンが設立されたが、この時カラオケ事業は株式会社Airsideに分割され、2017年6月に第一興商へ売却された。
2018年には傘下のグループ企業12社が株式会社ガーデンに吸収合併されている。
2024年11月22日に東京証券取引所スタンダード市場に上場。

## 主な業態

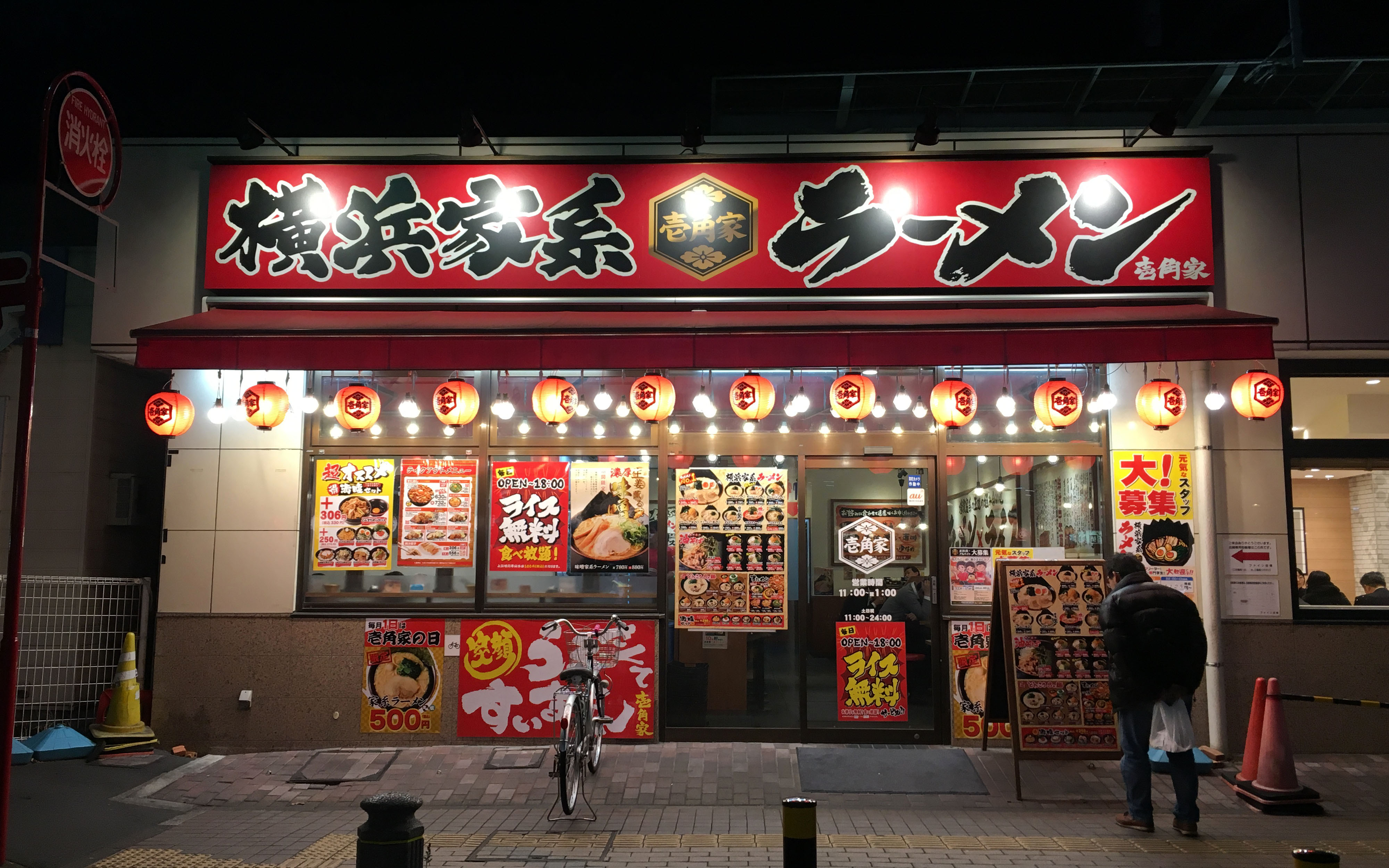
壱角家 谷塚店

壱角家
家系ラーメンを提供するガーデンの主力業態。地域により「品川家」「茅ヶ崎家」などの屋号の店舗もある他、マレーシアにも進出している。グループ内には「壱角堂」という店舗もあるが、こちらは博多ラーメン店である。
肉寿司
肉寿司（肉を寿司種とする寿司）を主力商品とする。2017年、株式会社スパイスワークスから買収。
山下本気うどん
元・ジャリズムのインタビューマン山下が2012年に開業したうどん店。2017年6月にライセンス契約を締結したのち、2021年10月に商標を買い取り自社ブランド化した。創業者の山下は、2021年以降アドバイザーとして携わる。
情熱のすためしどんどん
旧・ユウシンが経営。すためし（豚丼の一種）が主力商品。
一竜
博多ラーメン店。2016年に運営会社を買収。
北陸富山回転寿司 PREMIUM海王
運営会社の株式会社海王コーポレーションが2016年に破産した際に事業を譲受。

## かつて経営していた業態

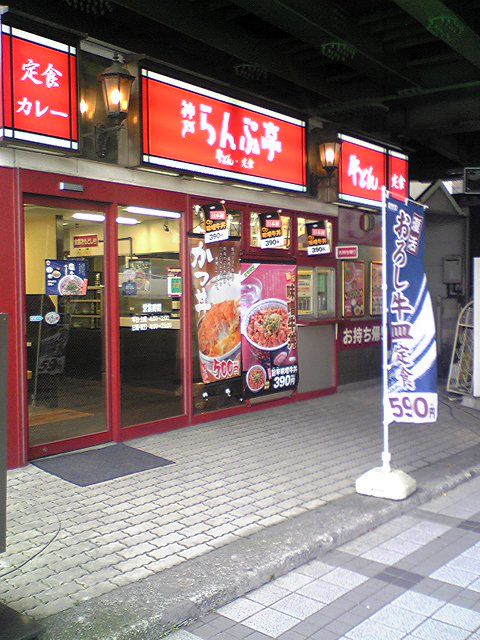
神戸らんぷ亭水道橋店

東京チカラめし
三光マーケティングフーズが経営していた牛丼店の大半の店舗を2014年に譲受。「壱角家」などへの転換を進めた結果、約1年で全店舗を閉店。
神戸らんぷ亭
2015年3月、株式会社ミツイワから買収。「壱角家」などへの転換を進めた結果、約4ヶ月で全店舗を閉店。